# Ornát

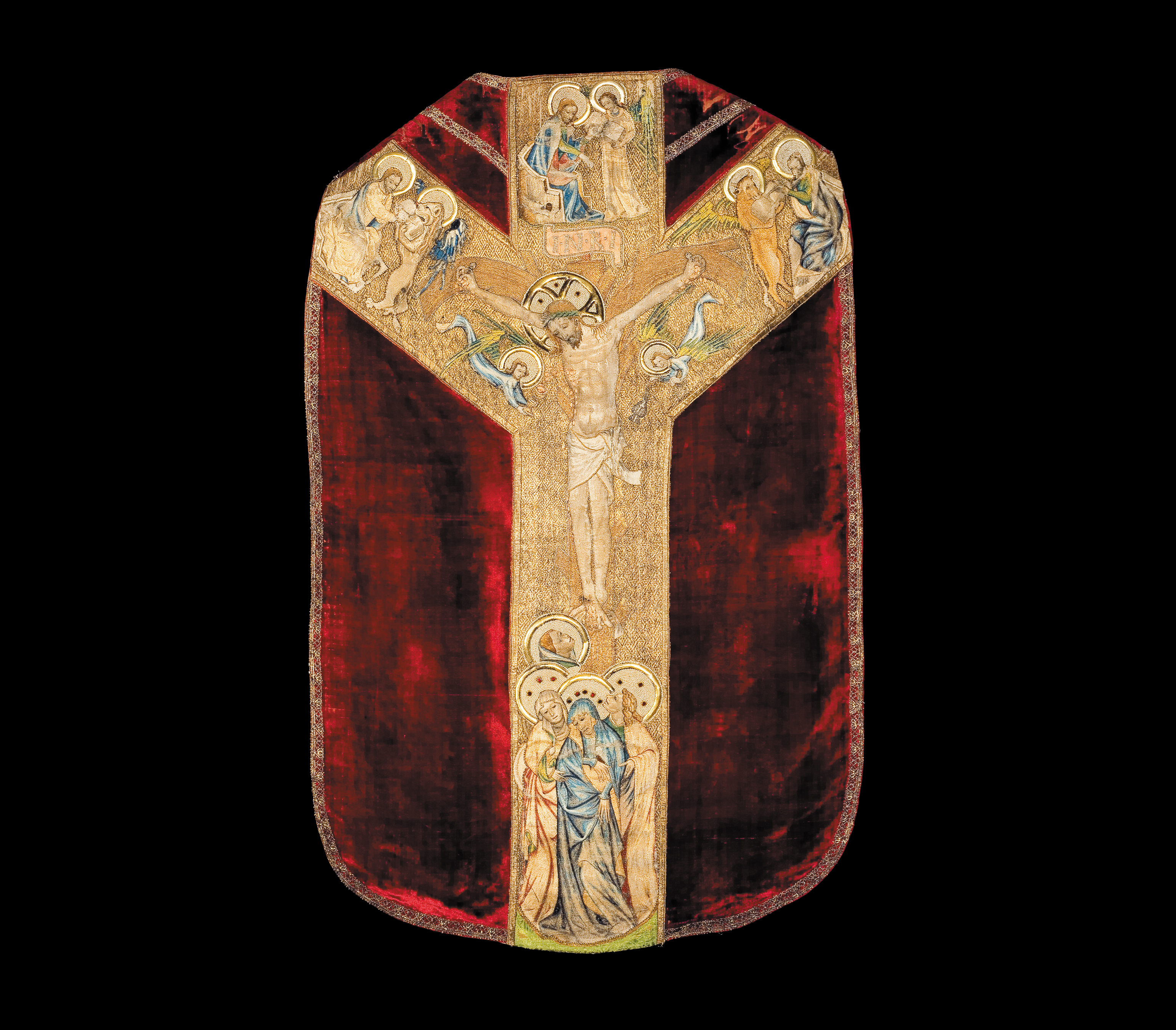
Dorzální kříž kazule z Břevnova, konec 70. let 14. století, Uměleckoprůmyslové muzeum v Praze

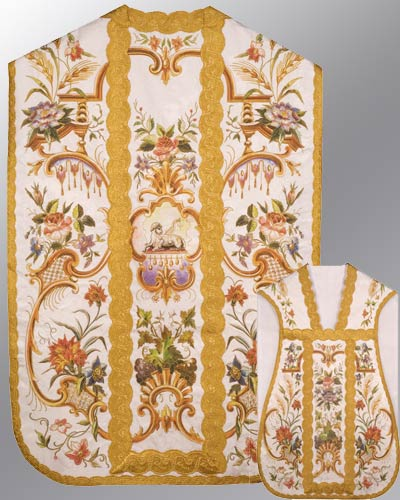
Barokní ornát

Ornát, častěji také kasule (nebo kázule), je svrchní liturgické mešní roucho užívané kněžími v římskokatolické církvi (ale také v anglikánské a v některých luteránských církvích). Celebrant si jej obléká jako svrchní roucho na albu a může být doplněno štólou. Ekvivalentem u řeckokatolické a pravoslavné církve je tzv. felonion (resp. sakkos pro biskupy), což je liturgický oděv střihem připomínající pláštěnku, a má stejný původ jako západní ornát.

## Historický vývoj
Původ ornátu není zcela znám. Patrně se vyvinul z tzv. paenuly, což byl pozdně římský vlněný plášť. Protože je paenula kónického (zvonového) tvaru, byly i první ornáty kónické. Tento střih však příliš nevyhovoval časté gestikulaci při bohoslužbě, a tak se na západě začal po bocích těla ornát zkracovat, aby byla manipulace usnadněna. Tak se ve středověku (v době gotiky) vyvinul typ ornátu, který je po bocích zkrácen asi na polovinu původní délky a končí někde pod lokty. Nazýváme jej gotický ornát nebo ornát gotického střihu. Z římského vzoru byl převzat také svislý pruh na přední straně, tzv. kolumna či colonna k zakrytí švu. Na zadní straně se aplikuje tzv. dorsální kříž, často vidlicového tvaru.
K dalšímu zkracování ornátu (kasule) došlo po tridentském koncilu v souvislosti se zaváděním stále tvrdších tkanin, protkávaných kovovým vláknem či plošně vyšívaných, stejně tak k projmutí tvaru. Upravuje se postupně v době baroka na tzv. „barokní ornát“ nebo „ornát barokního střihu“ (na bocích zkrácen tak, že končí někde mezi lokty a rameny), jehož vrcholnou fází je tzv. „římský ornát“, lidově nazývaný „basička“ nebo „housličky“. Přední část měla vystřiženou látku, aby byl prostor na sepnutí rukou, aniž by došlo k ohnutí látky. Dorzální (zadní) stranu zdobil kříž, který býval vyšitý na celou výšku i šířku ornátu.

## Praxe v římskokatolické církvi
Před druhým vatikánským koncilem (1962–1965) se více používaly ornáty tzv. barokního střihu, ale mohl se nosit i gotický střih (mimo období mezi lety 1925–1957, kdy byl gotický střih ornátu zakázán). Záleželo na knězi, jaký střih ornátu si vezme. Po druhém vatikánském koncilu došlo ke zjednodušení liturgie a s tím souviselo i zjednodušení liturgického oděvu, takže se tato situace spíše otočila a více se začaly používat tzv. gotické střihy. Ovšem je opět na knězi, jaký střih si zvolí. Navíc přinesla liturgická reforma i zrušení povinnosti nosit k ornátu manipul.
Ornáty jsou v liturgických barvách. Bílý ornát se používá při příležitosti různých svátků a slavností, zelený ornát se používá v liturgickém mezidobí, červený ornát při svátku mučedníků a svatodušních svátcích, fialový ornát v době postní a adventní, černý ornát při pohřbech a na svátek všech věrných zemřelých (lze užívat i fialový ornát). Slavnostní ornát muže být též zlatý. Na 3. neděli adventní a 4. neděli postní se může užívat růžového ornátu. Na některých místech se též užívá modrého ornátu (nebo alespoň bílého s modrými prvky) na marianské svátky, tato barva však není v předpisech uvedena.[zdroj?]

## Ornát v protestantském prostředí
Ornát, jakožto bohoslužebné roucho, je užíván i v anglikánské církvi a některých církvích luteránských. Vždy jej užívaly a dodnes užívají například luteránské národní církve ve Skandinávii. Němečtí luteráni používali ornát asi do 18. století, kdy jej nahradili talárem. Rovněž jej využívaly některé protestantské církve v Severní Americe, kde ovšem v polovině 20. století zvítězila na ornátem alba se štólou. V rámci anglikánské církve se ornát zcela běžně užívá až od oxfordského hnutí v 1. polovině 19. století, spíše se používá ve „vysoké církvi“ (High Church).

## Galerie

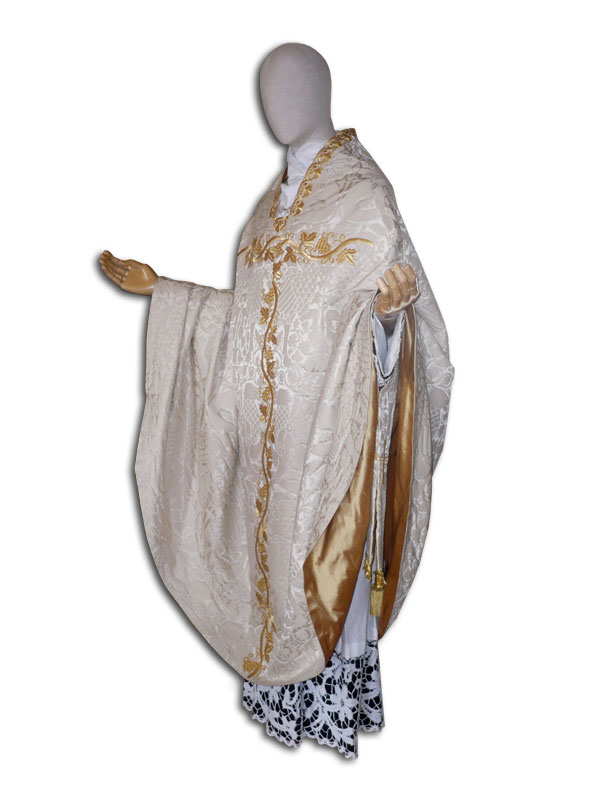
Ornát gotického střihu ve tvaru zvonu (moderní, inspirován stylem 12. století)
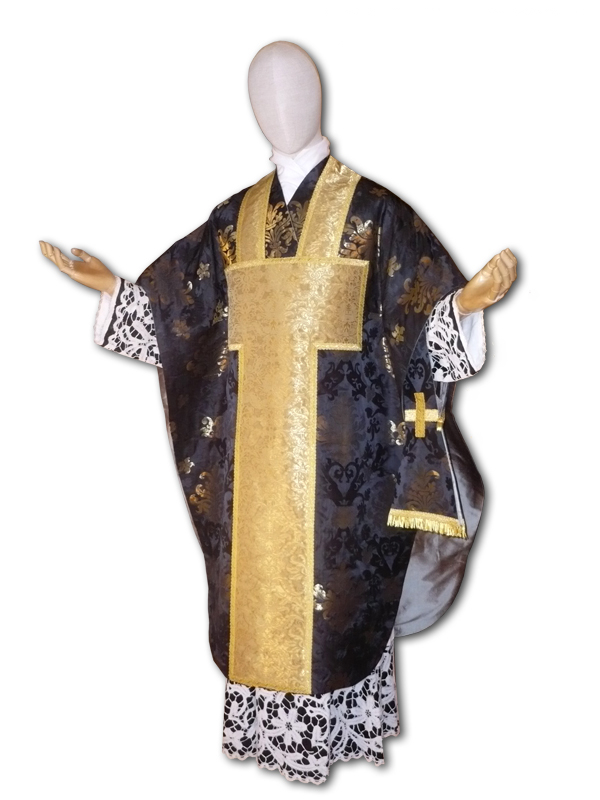
Barokní ornát z druhé poloviny 16. století
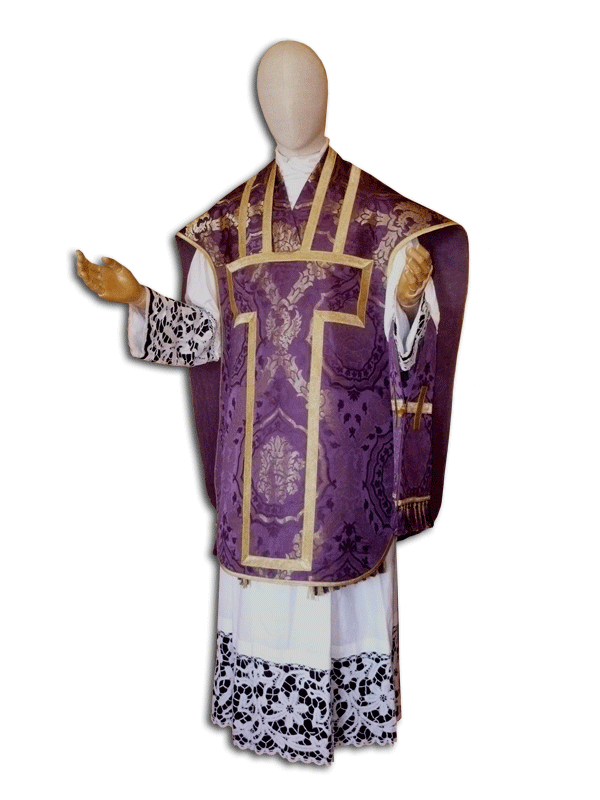
Barokní ornát z počátku 17. století
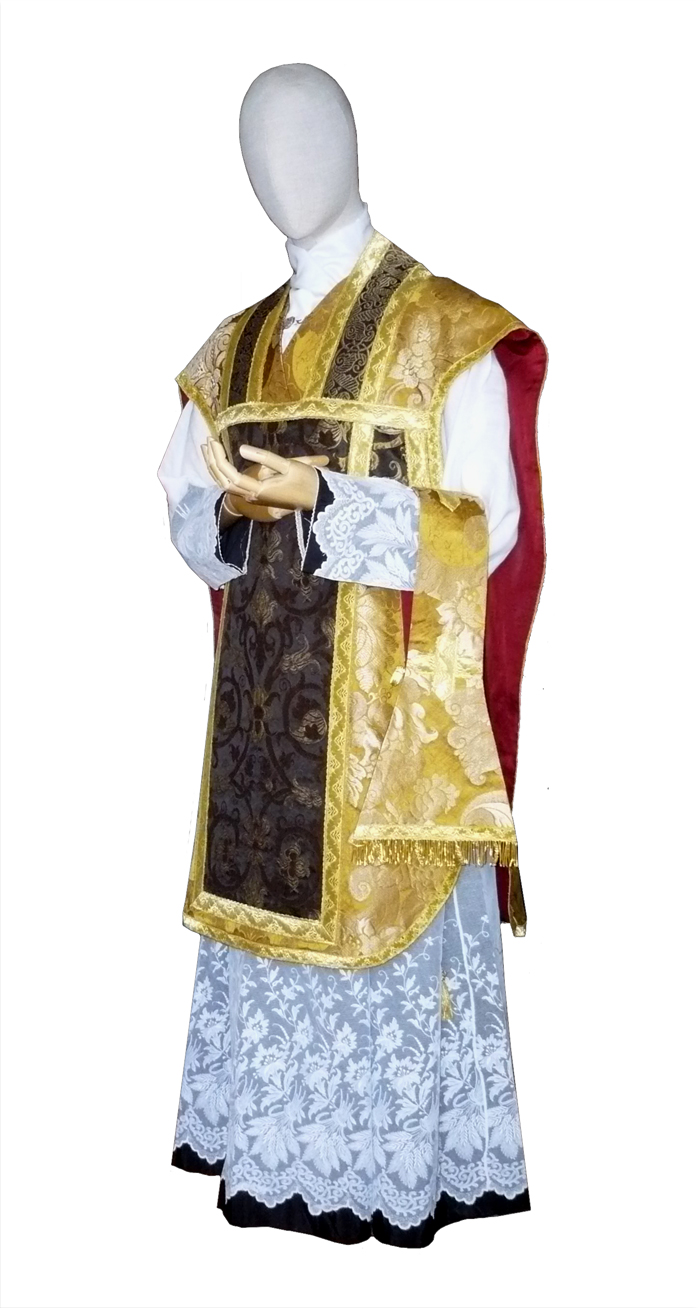
„Římský“ ornát
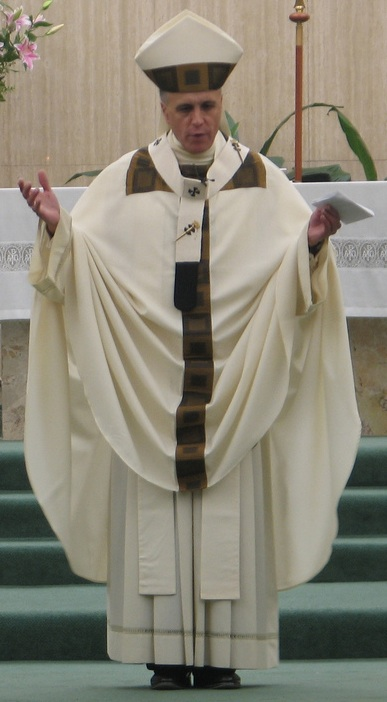
Gotický ornát (moderní)
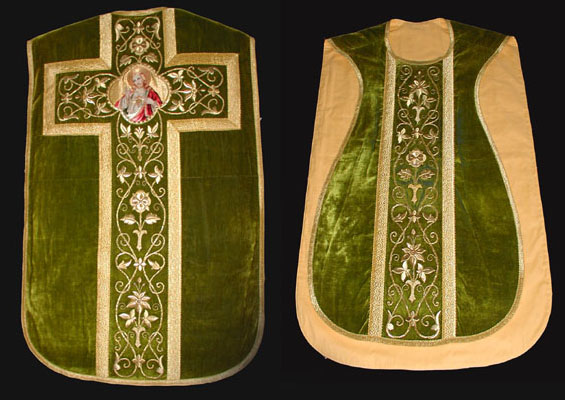
Barokní ornát – „basička“